# Xanthaciura chrysura
Xanthaciura chrysura är en tvåvingeart som först beskrevs av Thomson 1869.  Xanthaciura chrysura ingår i släktet Xanthaciura och familjen borrflugor. Inga underarter finns listade i Catalogue of Life.